# Gerard de Vries Lentsch
Gerardus „Gerard“ de Vries Lentsch (* 23. November 1883 in Nieuwendam; † 9. Juli 1973 in Oegstgeest) war ein niederländischer Segler.

## Erfolge
Gerard de Vries Lentsch gewann 1928 in Amsterdam bei den Olympischen Spielen in der 8-Meter-Klasse die Silbermedaille. Er war Crewmitglied der Hollandia, die in sieben Wettfahrten zwei Siege einfuhr und damit hinter dem französischen Boot L’Aile VI Zweiter wurde. Die Schweden wurden mit der Sylvia zwar ebenfalls zweimal Erste und erreichten wie die Hollandia auch zweimal den zweiten Platz, ausschlaggebend für die Platzierung war aber letztlich die Anzahl der dritten Plätze, die sich bei der Hollandia auf dreimal belief, bei der Sylvia dagegen nur auf einmal. Zur Crew der Hollandia gehörten außerdem Lambertus Doedes, Hendrik Kersken, Cornelis van Staveren und Maarten de Wit sowie Skipper Johannes van Hoolwerff.
In seiner Familie gab es weitere olympische Segler. Sein Bruder Willem de Vries Lentsch gewann 1936 die Bronzemedaille im Starboot, sein Neffe Wim de Vries Lentsch nahm an den olympischen Segelregatten 1948 und 1952 teil.